# プロジェクトマネジメントオフィス
プロジェクトマネジメントオフィス（英: Project management office(en), PMO）は、PMBOKによると「プロジェクトに関連するガバナンス・プロセスを標準化し、資源、方法論、ツール、および技法の共有を促進するマネジメント構造」である。また、 ISO 21500(en) では「ガバナンス、標準化、プロジェクトマネジメントの教育訓練、プロジェクトの計画及びプロジェクトの監視を含む多彩なアクティビティを遂行することがある」としてステークホルダーに列挙されている。
2014年、PMO支援を専門とする企業やPMO普及のための非営利組織（日本PMO協会）が設立された。
協会（PMAJ等）に、ＰＭＯについての考察が有る。（例：【PMO昨今】）
（特定プロジェクトの為に設置された推進組織であり、プロジェクトマネージャと協力して、プロジェクトの進捗管理や品質管理等、プロジェクト運営に関わる業務を担当したり、複数のプロジェクトを横断的に確認し、第三者の視点からプロジェクト運営に対する改善提案を行うことが多い。）